# 早稻田町
早稻田町（日语：／ Wasedamachi */?）是東京都新宿區的町名。未實施住居表示。當地人口為980人（2013年8月1日）。郵遞區號是162-0042。

## 地理
位於新宿區北部。北臨早稻田鶴卷町，東與榎町之間以外苑東通為界，東南接辯天町，南連早稻田南町、喜久井町，西南通馬場下町，西鄰戶塚町。
通過町內的早稻田通沿線大樓、商店林立，其他地區為住宅區。

## 歷史
最初為牛込早稻田村。
- 江戶時代初期：自牛込村中獨立，為早稻田村。
- 1745年（延享2年）：成立牛込早稻田町。
- 1878年（明治11年）：屬牛込區。
- 1879年（明治12年）：合併早稻田北町
- 1911年（明治44年）：去除牛込的冠稱至今。

### 地名由來
源自種植早熟品種稻米的田地。

## 交通
本地西側有東京地下鐵東西線早稻田站。

## 設施
- 早稻田大學研究開發中心（部分）

## 備註
1. ↑  『角川日本地名大辞典 13　東京都』、角川書店、1991年再版、P880
2. ↑  .   [2013-08-10]. （原始内容存档于2014-08-19）.

## 外部連結
- 新宿區役所 （页面存档备份，存于）